# Horo (manteau)
Pour les articles homonymes, voir Horo et El Oro.

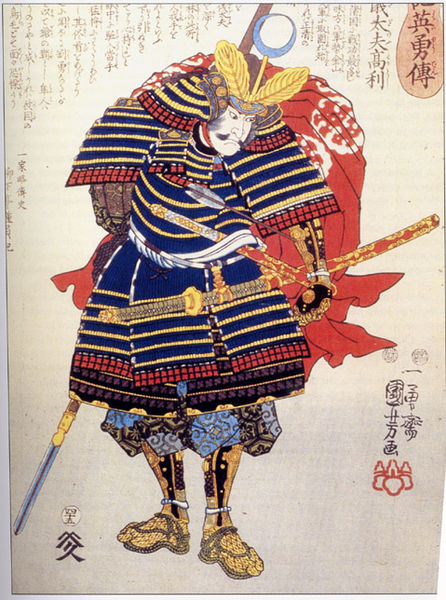
Samouraï portant le horo, vêtement utilisé comme un moyen de défense contre les flèches.

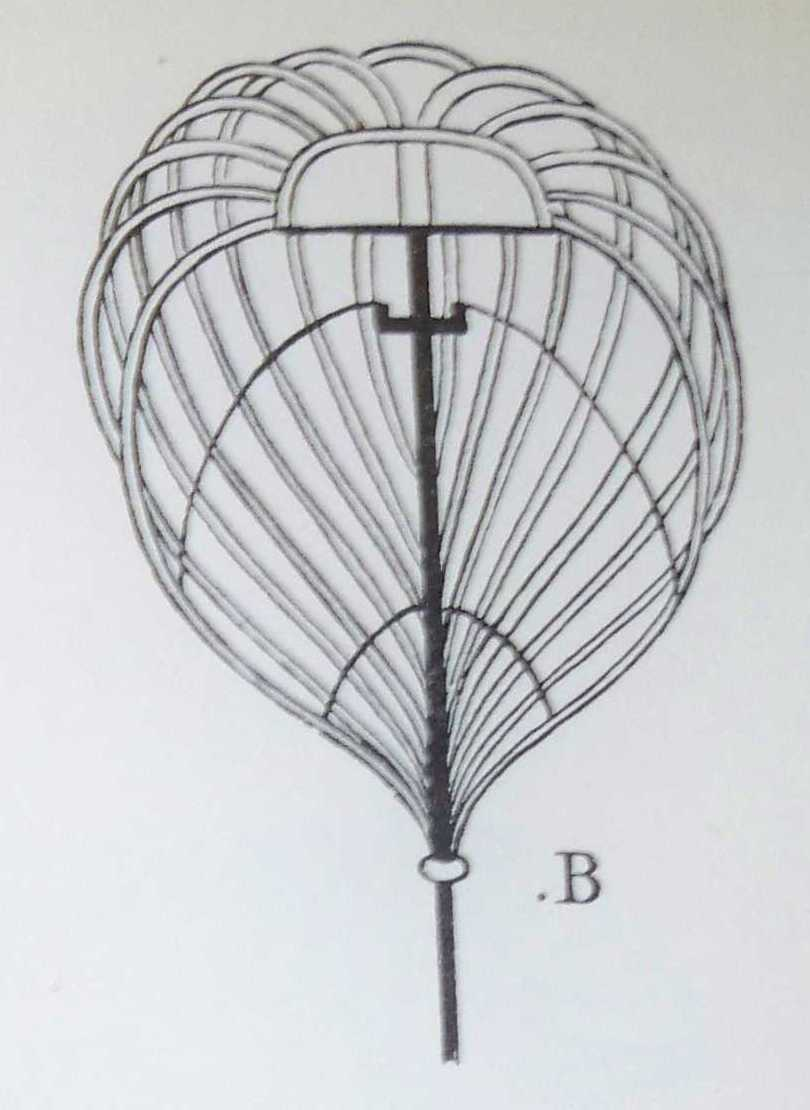
Oikago, l'armature d'un horo.

Un horo (母衣) était un type de manteau ou vêtement attaché à l'arrière de l'armure portée par un samouraï sur les champs de bataille du Japon féodal.

## Description

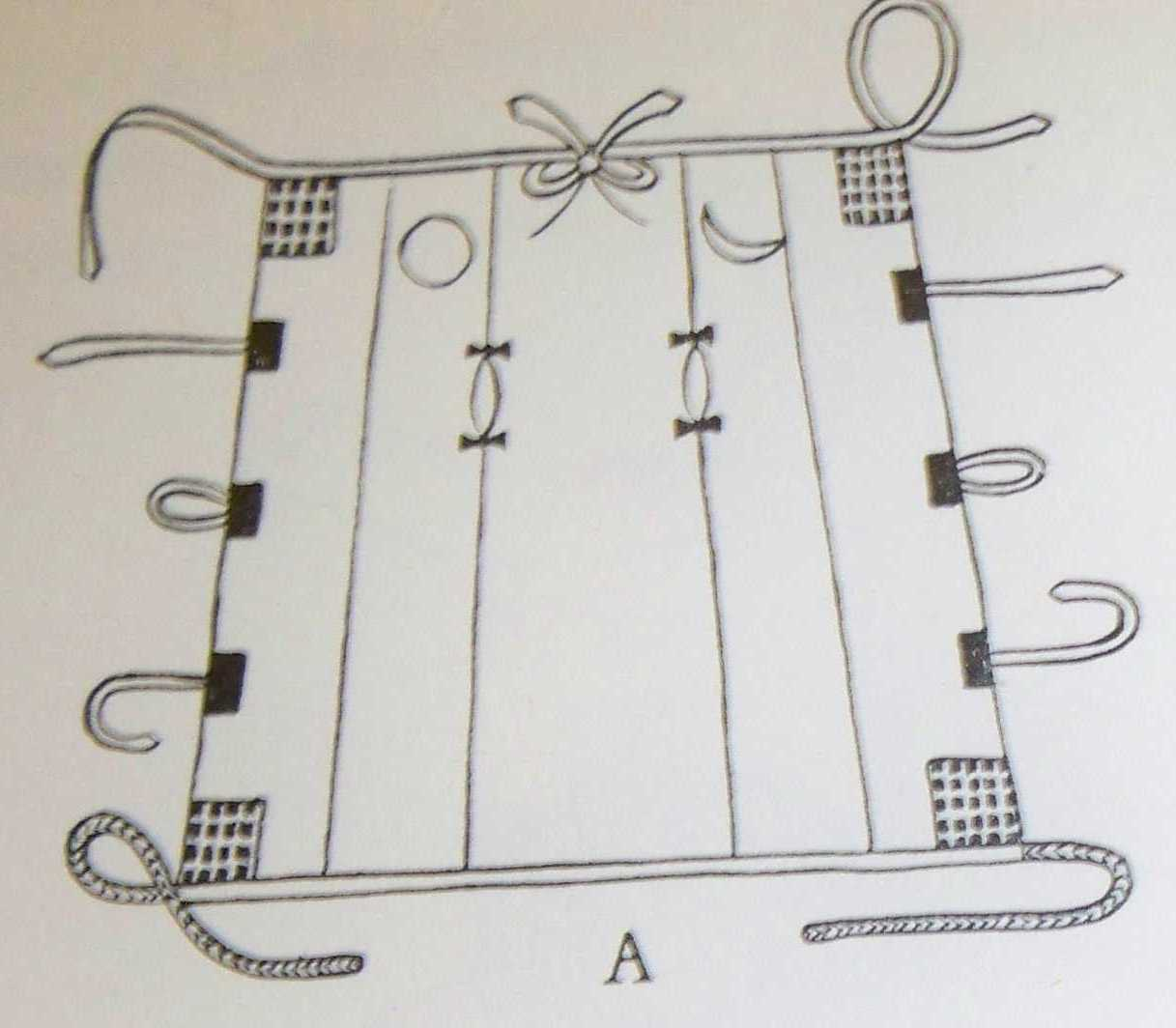
Un horo, déployé à plat.

Un horo, long d'environ 1,80 m, était fait de plusieurs bandes de tissu cousues ensemble avec une frange sur les bords supérieurs et inférieurs. Ces bandes de tissu formaient une sorte de sac qui se remplissait d'air comme un ballon lorsque le porteur se déplaçait sur un cheval. 
Un cadre léger en osier, bambou ou os de baleine appelé oikago, semblable à une crinoline, qui passe pour avoir été inventé par Hatakeyama Masanaga durant la guerre d'Ōnin (1467-1477), était parfois utilisé pour tenir le horo élargi. La fixation du horo impliquait généralement une combinaison de cordes de fixation et éventuellement d'un mât. Les cordons du haut étaient attachés soit au kabuto (casque) ou au dō (armure de poitrine) du porteur, tandis que les cordes inférieures étaient fixées à la ceinture. L'emblème de la famille (mon) était imprimé sur le horo.

## Usage
Les horo furent utilisés dès l'époque de Kamakura (1185-1333). Une fois gonflé, le horo était censé protéger le porteur de flèches tirées par les côtés et par derrière,,. Porter un horo pouvait également désigner le porteur comme un messager (tsukai ban) ou une personne d'importance. Selon le Hosokawa Yusai Oboegaki, journal intime de Hosokawa Yusai (1534-1610), la prise de la tête d'un messager d'élite tsukai-ban était une prise de valeur. « Lorsque vous prenez la tête d'un guerrier horo, enveloppez-la dans la soie du horo. Dans le cas d'un guerrier ordinaire, enveloppez-la dans la soie du sashimono. »

## Source de la traduction
- (en) Cet article est partiellement ou en totalité issu de l’article de Wikipédia en anglais intitulé « Horo (cloak) » (voir la liste des auteurs).